# Lista de jogos de futebol do Clube de Regatas do Flamengo em 2024
Esta é a lista de jogos de futebol disputados pelos atletas profissionais do Clube de Regatas do Flamengo na temporada de 2024, masculino e feminino.

## Campanha
Legenda:      Mandante ·      Visitante ·      Clássico •      Vitória ·      Empate ·      Derrota
| v d e              | Mandante | Visitante | Clássicos | Total |
| ------------------ | -------- | --------- | --------- | ----- |
| Jogos              | 32       | 32        | 11        | 75    |
| Vitórias           | 26       | 13        | 5         | 44    |
| Empates            | 4        | 11        | 3         | 18    |
| Derrotas           | 2        | 8         | 3         | 13    |
|                    |          |           |           |       |
| Gols marcados      | 65       | 38        | 14        | 117   |
| Gols sofridos      | 18       | 24        | 10        | 52    |
| Saldo de gols      | +47      | +14       | +4        | +65   |
|                    |          |           |           |       |
| Aproveitamento (%) | 85,4%    | 52,1%     | 54,5%     | 66,7% |

| v d e              | Mandante | Visitante | Clássicos | Total |
| ------------------ | -------- | --------- | --------- | ----- |
| Jogos              | 7        | 7         | 8         | 22    |
| Vitórias           | 2        | 2         | 6         | 10    |
| Empates            | 3        | 2         | 1         | 6     |
| Derrotas           | 2        | 3         | 1         | 6     |
|                    |          |           |           |       |
| Gols marcados      | 14       | 10        | 21        | 45    |
| Gols sofridos      | 8        | 11        | 6         | 25    |
| Saldo de gols      | +6       | –1        | +15       | +20   |
|                    |          |           |           |       |
| Aproveitamento (%) | 42,9%    | 38,1%     | 79,2%     | 54,5% |

## Mês a mês

### Janeiro

#### Masculino
| 17 de janeiro T. Gb.–1.ª | Flamengo                                              | 4 – 0                                     | Audax Rio | Manaus                                                                                           |  |
| 21:30                    | Leo Pereira 2' · Pedro 38' · Everton 42' · Varela 48' | Súmula (FERJ) ge FlaEstatística Soccerway |           | Estádio: Arena da Amazônia Público: 44 068 Renda: R$ 6 574 690,00 Árbitro: RJ Alex Gomes Stefano |  |

| 21 de janeiro Amistoso | Flamengo                       | 2 – 0                        | Philadelphia Union | São Petersburgo                                |  |
| 14:00 (UTC−5)          | Pedro 12' (pen.) · Everton 42' | UOL FlaEstatística Soccerway |                    | Estádio: Al Lang Árbitro: USA Daniel Gutierrez |  |

| 21 de janeiro T. Gb.–2.ª | Nova Iguaçu   | 1 – 1                                     | Flamengo       | João Pessoa                                                                                    |  |
| 18:10                    | Carlinhos 34' | Súmula (FERJ) ge FlaEstatística Soccerway | Thiaguinho 70' | Estádio: Almeidão Público: 16 428 Renda: R$ 1 528 264,00 Árbitro: RJ Jodis Nascimento de Souza |  |

| 27 de janeiro FC Series | Orlando City | 1 – 1                       | Flamengo  | Orlando                                                                                           |  |
| 14:00 (UTC−5)           | Angulo 40'   | ge FlaEstatística Soccerway | Pedro 12' | Estádio: Exploria Público: 22 678 Árbitro: USA Jonathan Bilinski Homem do jogo: Gerson (Flamengo) |  |

| 27 de janeiro T. Gb.–4.ª | Portuguesa-RJ | 0 – 0                                     | Flamengo | Natal                                                                                                 |  |
| 18:10                    |               | Súmula (FERJ) ge FlaEstatística Soccerway |          | Estádio: Arena das Dunas Público: 25 418 Renda: R$ 1 936 200,00 Árbitro: RJ Thiago da Silva Ludugério |  |

| 31 de janeiro T. Gb.–5.ª | Sampaio Corrêa-RJ | 0 – 2                                     | Flamengo                      | Belém                                                                                                  |  |
| 21:30                    |                   | Súmula (FERJ) ge FlaEstatística Soccerway | Bruno Henrique 11' · Gabi 42' | Estádio: Mangueirão Público: 49 112 Renda: R$ 5 902 110,00 Árbitro: RJ Carlos Tadeu Ferreira de Castro |  |

#### Feminino
A equipe profissional de futebol feminino não disputou partidas neste mês.

### Fevereiro

#### Masculino
| 4 de fevereiro T. Gb.–6.ª | Vasco da Gama | 0 – 0                                     | Flamengo | Rio de Janeiro                                                                                      |  |
| 19:00                     |               | Súmula (FERJ) ge FlaEstatística Soccerway |          | Estádio: Maracanã Público: 58 318 Renda: R$ 2 763 174,50 Árbitro: RJ Wagner do Nascimento Magalhães |  |

| 7 de fevereiro T. Gb.–7.ª | Flamengo          | 1 – 0                                     | Botafogo | Rio de Janeiro                                                                                   |  |
| 21:30                     | Leo Pereira 90+5' | Súmula (FERJ) ge FlaEstatística Soccerway |          | Estádio: Maracanã Público: 46 798 Renda: R$ 2 127 144,50 Árbitro: RJ Yuri Elino Ferreira da Cruz |  |

| 10 de fevereiro T. Gb.–3.ª | Flamengo                                        | 3 – 0                                     | Volta Redonda | Rio de Janeiro                                                                                        |  |
| 16:00                      | Gabi 9' · Pedro 84' (pen.) · Ayrton Lucas 90+2' | Súmula (FERJ) ge FlaEstatística Soccerway |               | Estádio: Maracanã Público: 42 373 Renda: R$ 1 374 860,00 Árbitro: RJ Felipe da Silva Gonçalves Paludo |  |

| 15 de fevereiro T. Gb.–8.ª | Bangu | 0 – 3                                     | Flamengo            | Aracaju                                                                                         |  |
| 21:30                      |       | Súmula (FERJ) ge FlaEstatística Soccerway | Pedro 25', 58', 73' | Estádio: Baptistão Público: 15 575 Renda: R$ 3 190 710,00 Árbitro: RJ Jodis Nascimento de Souza |  |

| 20 de fevereiro T. Gb.–9.ª | Flamengo                                            | 4 – 0                                     | Boavista-RJ | Rio de Janeiro                                                                          |  |
| 21:30                      | Luiz Araújo 8' · Pedro 12' · De Arrascaeta 70', 86' | Súmula (FERJ) ge FlaEstatística Soccerway |             | Estádio: Maracanã Público: 35 713 Renda: R$ 1 074 925,50 Árbitro: RJ Alex Gomes Stefano |  |

| 25 de fevereiro T. Gb.–10.ª | Flamengo                | 2 – 0                                     | Fluminense | Rio de Janeiro                                                                                   |  |
| 16:00                       | Pedro 52' · Everton 74' | Súmula (FERJ) ge FlaEstatística Soccerway |            | Estádio: Maracanã Público: 55 401 Renda: R$ 2 763 177,00 Árbitro: RJ Yuri Elino Ferreira da Cruz |  |

#### Feminino
| 3 de fevereiro C.Rio–1.ª | Flamengo                               | 3 – 0                   | Fluminense | Rio de Janeiro                                                      |  |
| 10:00                    | Darlene 51' · Cristiane 70' · Naná 88' | Súmula (FERJ) Soccerway |            | Estádio: Luso-Brasileiro Público: 0 Árbitra: RJ Rejane Silva (FIFA) |  |

| 11 de fevereiro SCopa/4ªs                                      | Flamengo | 0 – 0 (5–6 pen.)                                                       | Ferroviária | Rio de Janeiro                                              |  |
| 10:30                                                          |          | Súmula (CBF) ge Soccerway                                              |             | Estádio: Luso-Brasileiro Árbitra: PE Deborah Cecilia (FIFA) |  |
|                                                                |          | Penalidades                                                            |             |                                                             |  |
| Cristiane Darlene Gláucia Daiane Santos Duda Francelino Thaísa |          | Luana Mylena Carioca Katiuscia Patrícia Sochor Duda Santos Aline Gomes |             |                                                             |  |

| 17 de fevereiro C.Rio–2.ª | Flamengo | 0 – 1                   | Botafogo    | Rio de Janeiro                                                 |  |
| 15:00                     |          | Súmula (FERJ) Soccerway | Nathane 32' | Estádio: Gávea Público: 0 Árbitra: RJ Jenifer Alves de Freitas |  |

| 24 de fevereiro C.Rio–3.ª | Vasco da Gama | 0 – 2                   | Flamengo                   | Rio de Janeiro                                                            |  |
| 15:00                     |               | Súmula (FERJ) Soccerway | Crivelari 34' · Thaísa 50' | Estádio: São Januário Público: 0 Árbitro: RJ Jonathan do Valle Sá Machado |  |

### Março

#### Masculino
| 2 de março T. Gb.–11.ª | Flamengo                                        | 3 – 0                                     | Madureira | Rio de Janeiro                                                                          |  |
| 16:00                  | De Arrascaeta 19' · Pedro 51' · Leo Pereira 69' | Súmula (FERJ) ge FlaEstatística Soccerway |           | Estádio: Maracanã Público: 63 422 Renda: R$ 2 321 970,50 Árbitro: RJ Bruno Mota Correia |  |

| 9 de março C.-Semi/Ida | Fluminense | 0 – 2                                     | Flamengo                  | Rio de Janeiro                                                                                   |  |
| 21:00                  |            | Súmula (FERJ) ge FlaEstatística Soccerway | Everton 45+2' · Pedro 90' | Estádio: Maracanã Público: 52 169 Renda: R$ 3 013 736,50 Árbitro: RJ Yuri Elino Ferreira da Cruz |  |

| 16 de março C.-Semi/Volta | Flamengo | 0 – 0                                     | Fluminense | Rio de Janeiro                                                                                      |  |
| 21:00                     |          | Súmula (FERJ) ge FlaEstatística Soccerway |            | Estádio: Maracanã Público: 56 261 Renda: R$ 2 928 867,50 Árbitro: RJ Wagner do Nascimento Magalhães |  |

| 30 de março C.-Final/Ida | Nova Iguaçu | 0 – 3                                     | Flamengo                                  | Rio de Janeiro                                                                          |  |
| 17:00                    |             | Súmula (FERJ) ge FlaEstatística Soccerway | Pedro 20' (pen.), 52' · Ronald 76' (g.c.) | Estádio: Maracanã Público: 43 778 Renda: R$ 3 853 735,00 Árbitro: RJ Alex Gomes Stefano |  |

#### Feminino
| 2 de março C.Rio–4.ª | Botafogo | 0 – 3                   | Flamengo                         | Rio de Janeiro                                                      |  |
| 15:00                |          | Súmula (FERJ) Soccerway | Cristiane 11' · Gisseli 34', 53' | Estádio: Ronaldo Nazário Público: 0 Árbitra: RJ Rejane Silva (FIFA) |  |

| 6 de março C.Rio–5.ª | Fluminense | 1 – 1                   | Flamengo     | Duque de Caxias                                                               |  |
| 15:00                | Milena 85' | Súmula (FERJ) Soccerway | Crivelari 4' | Estádio: Vale das Laranjeiras Público: 0 Árbitro: RJ Daniel Elbert de Andrade |  |

| 9 de março C.Rio–6.ª | Flamengo                                                                     | 6 – 1                   | Vasco da Gama     | Rio de Janeiro                                                       |  |
| 15:00                | Cristiane 16', 57', 90+2' · Duda Francelino 18' · Jucinara 41' · Gláucia 90' | Súmula (FERJ) Soccerway | Maria Vitória 46' | Estádio: Gávea Público: 0 Árbitro: RJ Igor Lourenço Abade dos Santos |  |

| 15 de março Bras.–1.ª | Palmeiras                                   | 3 – 2                                   | Flamengo                    | Jundiaí                                                                                             |  |
| 21:30                 | Lais 39' · Amanda Gutierres 52', 73' (pen.) | Súmula (CBF) Borderô (CBF) ge Soccerway | Darlene 46' · Cristiane 69' | Estádio: Jayme Cintra Público: 1 053 Renda: R$ 16 130,00 Árbitra: MG Andreza Helena Siqueira (FIFA) |  |

| 19 de março Bras.–2.ª | Flamengo      | 1 – 2                                   | Cruzeiro                         | Rio de Janeiro                                                          |  |
| 21:30                 | Crivelari 60' | Súmula (CBF) Borderô (CBF) ge Soccerway | Maii Maii 8' · Byanca Brasil 49' | Estádio: Luso-Brasileiro Renda: R$ 0,00 Árbitra: SP Daiane Muniz (FIFA) |  |

| 25 de março Bras.–3.ª | Flamengo                    | 2 – 3                                   | Corinthians                                         | Rio de Janeiro                                                                          |  |
| 20:00                 | Darlene 21' · Gláucia 90+4' | Súmula (CBF) Borderô (CBF) ge Soccerway | Mariza 38' · Millene 78' (pen.) · Gabi Portilho 87' | Estádio: Luso-Brasileiro Público: 0 Renda: R$ 0,00 Árbitra: PA Gleika Oliveira Pinheiro |  |

| 29 de março Bras.–4.ª | Atlético Mineiro     | 2 – 3                                   | Flamengo                | Nova Lima                                                                                |  |
| 18:00                 | Jó 60' · Glaucia 73' | Súmula (CBF) Borderô (CBF) ge Soccerway | Cristiane 48', 52', 68' | Estádio: Castor Cifuentes Público: 350 Renda: R$ 0,00 Árbitra: SP Marianna Nanni Batalha |  |

### Abril

#### Masculino
| 2 de abril Lib.–gr. E/1.ª | Millonarios | 1 – 1                                                        | Flamengo         | Bogotá                                                        |  |
| 17:00 (UTC−5)             | Ruiz 80'    | Relatório (CONMEBOL) ge FlaEstatística ESPN Brasil Soccerway | Pedro 64' (pen.) | Estádio: El Campín Público: 22 205 Árbitro: ARG Darío Herrera |  |

| 7 de abril C.-Final/Volta | Flamengo           | 1 – 0                                     | Nova Iguaçu | Rio de Janeiro                                                                          |  |
| 17:00                     | Bruno Henrique 72' | Súmula (FERJ) ge FlaEstatística Soccerway |             | Estádio: Maracanã Público: 65 757 Renda: R$ 3 723 555,00 Árbitro: RJ Bruno Mota Correia |  |

| 10 de abril Lib.–gr. E/2.ª | Flamengo                  | 2 – 0                                                        | Palestino | Rio de Janeiro                               |  |
| 21:30 (UTC−3)              | Pedro 21' · Léo Ortiz 85' | Relatório (CONMEBOL) ge FlaEstatística ESPN Brasil Soccerway |           | Estádio: Maracanã Árbitro: ARG Facundo Tello |  |

| 14 de abril Bras.–1.ª | Atlético Goianiense | 1 – 2                                                  | Flamengo                               | Goiânia |  |
| 16:00                 | Luiz Fernando 62'   | CBF (Súmula) CBF (Borderô) ge FlaEstatística Soccerway | De la Cruz 45+4' · Pedro 90+11' (pen.) | Estádio: Serra Dourada Público: 35 195 Renda: R$ 4 469 095,00 Árbitro: MG Andre Luiz Skettino Policarpo Bento |  |

| 17 de abril Bras.–2.ª | Flamengo                         | 2 – 1                                                  | São Paulo    | Rio de Janeiro                                                                               |  |
| 21:30                 | Luiz Araújo 19' · De la Cruz 54' | CBF (Súmula) CBF (Borderô) ge FlaEstatística Soccerway | Ferreira 78' | Estádio: Maracanã Público: 48 103 Renda: R$ 2 496 042,50 Árbitro: RS Anderson Daronco (FIFA) |  |

| 21 de abril Bras.–3.ª | Palmeiras | 0 – 0                                                  | Flamengo | São Paulo |  |
| 16:00                 |           | CBF (Súmula) CBF (Borderô) ge FlaEstatística Soccerway |          | Estádio: Allianz Parque Público: 29 956 Renda: R$ 2 829 978,43 Árbitro: PE Rodrigo José Pereira de Lima (FIFA) |  |

| 24 de abril Lib.–gr. E/3.ª | Bolívar                       | 2 – 1                                                        | Flamengo       | La Paz                                                              |  |
| 20:30 (UTC−4)              | Da Costa 2' · Bruno Sávio 62' | Relatório (CONMEBOL) ge FlaEstatística ESPN Brasil Soccerway | Matías Viña 5' | Estádio: Hernando Siles Público: 22 620 Árbitro: VEN Alexis Herrera |  |

| 28 de abril Bras.–4.ª | Flamengo | 0 – 2                                                  | Botafogo                           | Rio de Janeiro                                                                            |  |
| 11:00                 |          | CBF (Súmula) CBF (Borderô) ge FlaEstatística Soccerway | Luiz Henrique 53' · Savarino 90+3' | Estádio: Maracanã Público: 53 683 Renda: R$ 2 956 180,00 Árbitro: SP Raphael Claus (FIFA) |  |

#### Feminino
| 15 de abril Bras.–5.ª | Flamengo                             | 2 – 2                                | Red Bull Bragantino       | Rio de Janeiro                                              |  |
| 15:00                 | Jucinara 4' · Cristiane 90+2' (pen.) | Súmula (CBF) Borderô (CBF) Soccerway | Thayslane 31' · Pauli 48' | Estádio: Gávea Renda: R$ 0,00 Árbitra: RS Andressa Hartmann |  |

| 21 de abril Bras.–6.ª | Internacional   | 1 – 1                                | Flamengo  | Alvorada                                                                                         |  |
| 10:30                 | Tamara Bolt 54' | Súmula (CBF) Borderô (CBF) Soccerway | Djeni 38' | Estádio: Morada dos Quero-Queros Público: 257 Renda: R$ 2 570,00 Árbitra: SP Adeli Mara Monteiro |  |

| 29 de abril Bras.–7.ª | Flamengo                                                                                   | 7 – 0                                   | Santos | Rio de Janeiro                                                                                    |  |
| 15:00                 | Cristiane 7', 32' · Camila 26' (g.c.) · Gláucia 64' · Naná 68' · Laysa 75' · Isadora 90+1' | Súmula (CBF) Borderô (CBF) ge Soccerway |        | Estádio: Luso-Brasileiro Renda: R$ 0,00 Árbitra: CE Elizabete Esmeralda Cordeiro dos Santos Gomes |  |

### Maio

#### Masculino
| 1 de maio C.B.–3.ª/ida | Flamengo  | 1 – 0                                                              | Amazonas | Rio de Janeiro                                                                                          |  |
| 21:30                  | Pedro 19' | Súmula (CBF) Borderô (CBF) ge FlaEstatística ESPN Brasil Soccerway |          | Estádio: Maracanã Público: 39 015 Renda: R$ 1 889 502,50 Árbitro: BA Emerson Ricardo de Almeida Andrade |  |

| 4 de maio Bras.–5.ª | Bragantino         | 1 – 1                                                  | Flamengo           | Bragança Paulista                                                                                              |  |
| 18:30               | Pedro Henrique 29' | CBF (Súmula) CBF (Borderô) ge FlaEstatística Soccerway | Bruno Henrique 79' | Estádio: Nabi Abi Chedid Público: 9 858 Renda: R$ 538 490,00 Árbitro: MG Paulo César Zanovelli da Silva (FIFA) |  |

| 7 de maio Lib.–gr. E/4.ª | Palestino   | 1 – 0                                                        | Flamengo | Coquimbo                                                                         |  |
| 20:00 (UTC−4)            | Cornejo 63' | Relatório (CONMEBOL) ge FlaEstatística ESPN Brasil Soccerway |          | Estádio: Francisco Sánchez Rumoroso Público: 4 217 Árbitro: URU Esteban Ostojich |  |

| 11 de maio Bras.–6.ª | Flamengo               | 2 – 0                                                  | Corinthians | Rio de Janeiro                                                                                |  |
| 16:00                | Pedro 19' · Lorran 62' | CBF (Súmula) CBF (Borderô) ge FlaEstatística Soccerway |             | Estádio: Maracanã Público: 56 929 Renda: R$ 3 140 722,50 Árbitro: SC Ramon Abatti Abel (FIFA) |  |

| 15 de maio Lib.–gr. E/5.ª | Flamengo                                               | 4 – 0                                                        | Bolívar | Rio de Janeiro                                                |  |
| 21:30 (UTC−3)             | Gerson 1' · Ayrton Lucas 38' · Everton 43' · Pedro 56' | Relatório (CONMEBOL) ge FlaEstatística ESPN Brasil Soccerway |         | Estádio: Maracanã Público: 63 169 Árbitro: URU Andrés Matonte |  |

| 22 de maio C.B.–3.ª/volta | Amazonas | 0 – 1                                                | Flamengo  | Manaus                                                                          |  |
| 21:30                     |          | Súmula (CBF) ge FlaEstatística ESPN Brasil Soccerway | Pedro 80' | Estádio: Arena da Amazônia Público: 22 948 Árbitro: SC Ramon Abatti Abel (FIFA) |  |

| 28 de maio Lib.–gr. E/6.ª | Flamengo                          | 3 – 0                                                        | Millonarios | Rio de Janeiro    |  |
| 21:00 (UTC−3)             | Pedro 7', 44' · Vargas 25' (g.c.) | Relatório (CONMEBOL) ge FlaEstatística ESPN Brasil Soccerway |             | Estádio: Maracanã |  |

#### Feminino
| 2 de maio Bras.–8.ª | Flamengo                                       | 3 – 2                                   | Botafogo               | Rio de Janeiro                                                             |  |
| 15:00               | Jucinara 11' · Gisseli 26' · Fabi Simões 90+1' | Súmula (CBF) Borderô (CBF) ge Soccerway | Itacaré 6' · Kelen 56' | Estádio: Luso-Brasileiro Renda: R$ 0,00 Árbitra: SP Marianna Nanni Batalha |  |

| 6 de maio Bras.–9.ª | América Mineiro   | 1 – 2                                   | Flamengo           | Belo Horizonte                                                                              |  |
| 21:00               | Soraya 44' (pen.) | Súmula (CBF) Borderô (CBF) ge Soccerway | Cristiane 38', 54' | Estádio: Independência Público: 476 Renda: R$ 2 650,00 Árbitra: MA Gisele Ferreira da Silva |  |

| 13 de maio Bras.–10.ª | Flamengo                          | 3 – 1                                   | Fluminense | Rio de Janeiro                                                             |  |
| 16:00                 | Gisseli 2' · Cristiane 40', 90+3' | Súmula (CBF) Borderô (CBF) ge Soccerway | Carol 89'  | Estádio: Luso-Brasileiro Renda: R$ 0,00 Árbitra: PE Deborah Cecilia (FIFA) |  |

| 20 de maio Bras.–11.ª | São Paulo                     | 2 – 1                                   | Flamengo    | Cotia                                                                                    |  |
| 20:00                 | Camila 55' (pen.) · Ariel 78' | Súmula (CBF) Borderô (CBF) ge Soccerway | Gláucia 12' | Estádio: Marcelo Portugal Público: 180 Renda: R$ 0,00 Árbitra: DF Cassia Franca de Souza |  |

### Junho

#### Masculino
| 2 de junho Bras.–7.ª | Vasco da Gama | 1 – 6                                                  | Flamengo                                                                                     | Rio de Janeiro                                                                                       |  |
| 16:00                | Vegetti 8'    | CBF (Súmula) CBF (Borderô) ge FlaEstatística Soccerway | Everton 28' · Pedro 32' · David Luiz 43' · De Arrascaeta 51' · Bruno Henrique 73' · Gabi 89' | Estádio: Maracanã Público: 62 228 Renda: R$ 3 402 389,00 Árbitro: SC Braulio da Silva Machado (FIFA) |  |

| 13 de junho Bras.–8.ª | Flamengo             | 2 – 1                                                  | Grêmio          | Rio de Janeiro                                                                               |  |
| 20:00                 | Luiz Araújo 41', 66' | CBF (Súmula) CBF (Borderô) ge FlaEstatística Soccerway | Edenilson 90+5' | Estádio: Maracanã Público: 51 785 Renda: R$ 2 744 938,00 Árbitro: SP Luiz Flavio de Oliveira |  |

| 16 de junho Bras.–9.ª | Athletico Paranaense   | 1 – 1                                                  | Flamengo              | Curitiba                                                                                        |  |
| 16:00                 | Fernandinho 90' (pen.) | CBF (Súmula) CBF (Borderô) ge FlaEstatística Soccerway | Evertton Araújo 90+8' | Estádio: Ligga Arena Público: 37 598 Renda: R$ 2 336 565,00 Árbitro: RS Anderson Daronco (FIFA) |  |

| 20 de junho Bras.–10.ª | Flamengo                      | 2 – 1                                                  | Bahia        | Rio de Janeiro                                                                                       |  |
| 20:00                  | Gerson 23' · David Luiz 90+4' | CBF (Súmula) CBF (Borderô) ge FlaEstatística Soccerway | Everaldo 34' | Estádio: Maracanã Público: 49 909 Renda: R$ 2 539 010,00 Árbitro: SC Braulio da Silva Machado (FIFA) |  |

| 23 de junho Bras.–11.ª | Fluminense | 0 – 1                                                  | Flamengo         | Rio de Janeiro                                                                                   |  |
| 16:00                  |            | CBF (Súmula) CBF (Borderô) ge FlaEstatística Soccerway | Pedro 86' (pen.) | Estádio: Maracanã Público: 57 098 Renda: R$ 2 766 090,00 Árbitro: RS Rafael Rodrigo Klein (FIFA) |  |

| 26 de junho Bras.–12.ª | Juventude                          | 2 – 1                                                  | Flamengo  | Caxias do Sul                                                                                      |  |
| 20:00                  | Lucas Barbosa 26' · Luis Oyama 87' | CBF (Súmula) CBF (Borderô) ge FlaEstatística Soccerway | Pedro 19' | Estádio: Alfredo Jaconi Público: 12 675 Renda: R$ 636 530,00 Árbitro: SP Matheus Delgado Candançan |  |

| 30 de junho Bras.–13.ª | Flamengo                       | 2 – 1                                                  | Cruzeiro            | Rio de Janeiro                                                                                       |  |
| 18:30                  | Pedro 16' · Fabrício Bruno 64' | CBF (Súmula) CBF (Borderô) ge FlaEstatística Soccerway | Matheus Pereira 37' | Estádio: Maracanã Público: 56 263 Renda: R$ 3 065 545,00 Árbitro: SC Braulio da Silva Machado (FIFA) |  |

#### Feminino
| 7 de junho Bras.–12.ª | Flamengo    | 1 – 1                                   | Grêmio   | Rio de Janeiro                                                             |  |
| 21:30                 | Gláucia 46' | Súmula (CBF) Borderô (CBF) ge Soccerway | Tayla 7' | Estádio: Luso-Brasileiro Renda: R$ 0,00 Árbitra: PE Deborah Cecilia (FIFA) |  |

| 15 de junho Bras.–13.ª | Real Brasília            | 1 – 0                                | Flamengo | Gama                                                                              |  |
| 21:00                  | Luciene Baião 12' (pen.) | Súmula (CBF) Borderô (CBF) Soccerway |          | Estádio: Bezerrão Público: 237 Renda: R$ 3 750,00 Árbitra: SP Adeli Mara Monteiro |  |

### Julho

#### Masculino
| 3 de julho Bras.–14.ª | Atlético Mineiro     | 2 – 4                                                  | Flamengo                                                   | Belo Horizonte                                                                                 |  |
| 21:30                 | Hulk 56' (pen.), 89' | CBF (Súmula) CBF (Borderô) ge FlaEstatística Soccerway | Bruno Henrique 13', 67' · Carlinhos 23' · Ayrton Lucas 50' | Estádio: Arena MRV Público: 39 993 Renda: R$ 2 343 051,88 Árbitro: SC Ramon Abatti Abel (FIFA) |  |

| 6 de julho Bras.–15.ª | Flamengo  | 1 – 1                                                  | Cuiabá   | Rio de Janeiro                                                                                           |  |
| 20:00                 | Pedro 60' | CBF (Súmula) CBF (Borderô) ge FlaEstatística Soccerway | Derik 6' | Estádio: Maracanã Público: 54 948 Renda: R$ 3 041 662,50 Árbitro: PE Rodrigo José Pereira de Lima (FIFA) |  |

| 11 de julho Bras.–16.ª | Flamengo         | 1 – 2                                                  | Fortaleza                      | Rio de Janeiro                                                                          |  |
| 20:00                  | Pedro 38' (pen.) | CBF (Súmula) CBF (Borderô) ge FlaEstatística Soccerway | Wesley 10' (g.c.) · Lucero 62' | Estádio: Maracanã Público: 57 517 Renda: R$ 2 947 820,00 Árbitro: SP Edina Alves (FIFA) |  |

| 20 de julho Bras.–18.ª | Flamengo                    | 2 – 1                                                  | Criciúma    | Brasília                                                                                           |  |
| 16:00                  | Pedro 75' · Gabi 88' (pen.) | CBF (Súmula) CBF (Borderô) ge FlaEstatística Soccerway | Rodrigo 34' | Estádio: Mané Garrincha Público: 60 127 Renda: R$ 6 601 898,00 Árbitro: DF Maguielson Lima Barbosa |  |

| 24 de julho Bras.–19.ª | Vitória      | 1 – 2                                                  | Flamengo                       | Salvador                                                                                  |  |
| 20:00                  | Everaldo 75' | CBF (Súmula) CBF (Borderô) ge FlaEstatística Soccerway | Arrascaeta 38' · Carlinhos 90' | Estádio: Barradão Público: 30 509 Renda: R$ 1 148 855,00 Árbitro: SP Raphael Claus (FIFA) |  |

| 28 de julho Bras.–20.ª | Flamengo                   | 2 – 0                                                  | Atlético Goianiense | Rio de Janeiro                                                                                |  |
| 16:00                  | Pedro 18' · Arrascaeta 60' | CBF (Súmula) CBF (Borderô) ge FlaEstatística Soccerway |                     | Estádio: Maracanã Público: 61 833 Renda: R$ 3 365 745,00 Árbitro: SC Gustavo Ervino Bauermann |  |

| 31 de julho C.B.–8.ªs/ida | Flamengo                    | 2 – 0                                                              | Palmeiras | Rio de Janeiro                                                                                       |  |
| 20:00                     | Pedro 57' · Luiz Araújo 73' | Súmula (CBF) Borderô (CBF) ge FlaEstatística ESPN Brasil Soccerway |           | Estádio: Maracanã Público: 64 706 Renda: R$ 3 832 882,50 Árbitro: SC Braulio da Silva Machado (FIFA) |  |

#### Feminino
Não houve partidas do futebol feminino em função dos Jogos Olímpicos de Paris 2024.

### Agosto

#### Masculino
| 3 de agosto Bras.–21.ª | São Paulo   | 1 – 0                                                  | Flamengo | São Paulo                                                                               |  |
| 21:30                  | Calleri 61' | CBF (Súmula) CBF (Borderô) ge FlaEstatística Soccerway |          | Estádio: Morumbi Público: 58 065 Renda: R$ 4 007 778,00 Árbitro: RS Rafael Klein (FIFA) |  |

| 7 de agosto C.B.–8.ª/volta | Palmeiras     | 1 – 0                                                | Flamengo | São Paulo                                                                   |  |
| 20:00                      | Vitor Reis 6' | Súmula (CBF) ge FlaEstatística ESPN Brasil Soccerway |          | Estádio: Allianz Parque Público: 38 643 Árbitro: RS Anderson Daronco (FIFA) |  |

| 11 de agosto Bras.–22.ª | Flamengo          | 1 – 1                                                  | Palmeiras  | Rio de Janeiro                                                                                     |  |
| 16:00                   | De Arrascaeta 68' | CBF (Súmula) CBF (Borderô) ge FlaEstatística Soccerway | Luighi 85' | Estádio: Maracanã Público: 55 051 Renda: R$ 4 576 502,50 Árbitro: GO Wilton Pereira Sampaio (FIFA) |  |

| 15 de agosto Lib.–8.ª/ida | Flamengo                          | 2 – 0                                                        | Bolívar | Rio de Janeiro                                               |  |
| 21:30 (UTC−3)             | Luiz Araújo 29' · Leo Pereira 89' | Relatório (CONMEBOL) ge FlaEstatística ESPN Brasil Soccerway |         | Estádio: Maracanã Público: 65 381 Árbitro: COL Wilmar Roldán |  |

| 18 de agosto Bras.–23.ª | Botafogo                                                     | 4 – 1                                                  | Flamengo           | Rio de Janeiro                                                                             |  |
| 18:30                   | Mateo Ponte 3' · Igor Jesus 53' · Matheus Martins 84', 90+3' | CBF (Súmula) CBF (Borderô) ge FlaEstatística Soccerway | Bruno Henrique 23' | Estádio: Engenhão Público: 25 888 Renda: R$ 1 909 690,00 Árbitro: RJ Bruno Arleu de Araujo |  |

| 22 de agosto Lib.–8.ª/volta | Bolívar         | 1 – 0                                                        | Flamengo | La Paz                                                           |  |
| 20:30 (UTC−4)               | Bruno Sávio 57' | Relatório (CONMEBOL) ge FlaEstatística ESPN Brasil Soccerway |          | Estádio: Hernando Siles Público: 29 168 Árbitro: ARG Yael Falcón |  |

| 25 de agosto Bras.–24.ª | Flamengo                      | 2 – 1                                                  | Bragantino         | Rio de Janeiro                                                                                |  |
| 20:00                   | Michael 15' · Raul 58' (g.c.) | CBF (Súmula) CBF (Borderô) ge FlaEstatística Soccerway | Douglas Mendes 57' | Estádio: Maracanã Público: 30 225 Renda: R$ 1 755 317,50 Árbitro: SC Gustavo Ervino Bauermann |  |

| 28 de agosto C.B.–4.ª/ida | Bahia | 0 – 1                                                              | Flamengo           | Salvador                                                                                          |  |
| 21:30                     |       | Súmula (CBF) Borderô (CBF) ge FlaEstatística ESPN Brasil Soccerway | Bruno Henrique 49' | Estádio: Arena Fonte Nova Público: 46 018 Renda: R$ 1 924 314,50 Árbitro: SP Raphael Claus (FIFA) |  |

#### Feminino
| 17 de agosto Bras.–14.ª | Avaí/Kindermann | 1 – 1     | Flamengo | Caçador                             |  |
| 15:00                   |                 | Soccerway |          | Estádio: Carlos Alberto Costa Neves |  |

| 21 de agosto Bras.–15.ª | Flamengo        | 1 – 0                                   | Ferroviária | Rio de Janeiro                                                         |  |
| 15:00                   | Crivelari 90+2' | Súmula (CBF) Borderô (CBF) ge Soccerway |             | Estádio: Luso-Brasileiro Público: 0 Árbitra: PE Deborah Cecilia (FIFA) |  |

### Setembro

#### Masculino
| 1 de setembro Bras.–25.ª | Corinthians                   | 2 – 1                                                  | Flamengo         | São Paulo |  |
| 16:00                    | Talles Magno 25' · Romero 59' | CBF (Súmula) CBF (Borderô) ge FlaEstatística Soccerway | Pedro 37' (pen.) | Estádio: Neo Química Arena Público: 45 237 Renda: R$ 2 589 611,00 Árbitro: SP Victor Andre Rodriguez Ballesteros |  |

| 12 de setembro C.B.–4.ª/v. | Flamengo          | 1 – 0                                                              | Bahia | Rio de Janeiro                                                                                       |  |
| 21:45                      | De Arrascaeta 54' | Súmula (CBF) Borderô (CBF) ge FlaEstatística ESPN Brasil Soccerway |       | Estádio: Maracanã Público: 65 662 Renda: R$ 5 713 895,00 Árbitro: SC Braulio da Silva Machado (FIFA) |  |

| 15 de setembro Bras.–26.ª | Flamengo   | 1 – 1                                                  | Vasco da Gama         | Rio de Janeiro                                                                            |  |
| 18:30                     | Gerson 72' | CBF (Súmula) CBF (Borderô) ge FlaEstatística Soccerway | Philippe Coutinho 87' | Estádio: Maracanã Público: 63 830 Renda: R$ 3 901 630,00 Árbitro: SP Raphael Claus (FIFA) |  |

| 19 de setembro CL–4.ª/i. | Flamengo | 0 – 1                                                        | Peñarol     | Rio de Janeiro                                                  |  |
| 19:00 (UTC−3)            |          | Relatório (CONMEBOL) ge FlaEstatística ESPN Brasil Soccerway | Cabrera 13' | Estádio: Maracanã Público: 64 396 Árbitro: VEN Jesús Valenzuela |  |

| 22 de setembro Bras.–27.ª | Grêmio                                            | 3 – 2                                                  | Flamengo                                  | Porto Alegre                                                                                          |  |
| 18:30                     | Cristaldo 11' · Braithwaite 54' · Diego Costa 82' | CBF (Súmula) CBF (Borderô) ge FlaEstatística Soccerway | Matheus Gonçalves 24' · Felipe Teresa 89' | Estádio: Arena do Grêmio Público: 17 786 Renda: R$ 1 260 953,00 Árbitro: SP Matheus Delgado Candançan |  |

| 26 de setembro CL–4.ª/v. | Peñarol | 0 – 0                                                        | Flamengo | Montevidéu                                                            |  |
| 19:00 (UTC−3)            |         | Relatório (CONMEBOL) ge FlaEstatística ESPN Brasil Soccerway |          | Estádio: Campeón del Siglo Público: 38 144 Árbitro: ARG Facundo Tello |  |

| 29 de setembro Bras.–28.ª | Flamengo   | 1 – 0                                                  | Athletico Paranaense | Rio de Janeiro                                                                                |  |
| 20:00                     | Gerson 90' | CBF (Súmula) CBF (Borderô) ge FlaEstatística Soccerway |                      | Estádio: Maracanã Público: 28 708 Renda: R$ 1 346 565,00 Árbitro: ES Davi de Oliveira Lacerda |  |

#### Feminino
Em função da eliminação na primeira fase do Campeonato Brasileiro — acabou na nona colocação — não disputou partidas neste mês.

### Outubro

#### Masculino
| 2 de outubro C.B.–S.f./i. | Flamengo        | 1 – 0                                                              | Corinthians | Rio de Janeiro                                                                                     |  |
| 21:45                     | Alex Sandro 32' | Súmula (CBF) Borderô (CBF) ge FlaEstatística ESPN Brasil Soccerway |             | Estádio: Maracanã Público: 47 052 Renda: R$ 6 405 065,00 Árbitro: GO Wilton Pereira Sampaio (FIFA) |  |

| 5 de outubro Bras.–29.ª | Bahia | 0 – 2                                                  | Flamengo                                | Salvador                                                                                           |  |
| 19:00                   |       | CBF (Súmula) CBF (Borderô) ge FlaEstatística Soccerway | Ayrton Lucas 35' · Alcaraz 90+8' (pen.) | Estádio: Fonte Nova Público: 41 978 Renda: R$ 1 937 521,00 Árbitro: RS Rafael Rodrigo Klein (FIFA) |  |

| 17 de outubro Bras.–30.ª | Flamengo | 0 – 2                                                  | Fluminense                | Rio de Janeiro                                                                            |  |
| 20:00                    |          | CBF (Súmula) CBF (Borderô) ge FlaEstatística Soccerway | Lima 50' · Jhon Arias 59' | Estádio: Maracanã Público: 58 117 Renda: R$ 2 877 442,50 Árbitro: SP Raphael Claus (FIFA) |  |

| 20 de outubro C.B.–S.f./v. | Corinthians | 0 – 0                                                              | Flamengo | São Paulo                                                                                             |  |
| 16:00                      |             | Súmula (CBF) Borderô (CBF) ge FlaEstatística ESPN Brasil Soccerway |          | Estádio: Neo Química Arena Público: 46 426 Renda: R$ 3 023 876,00 Árbitro: RS Anderson Daronco (FIFA) |  |

| 26 de outubro Bras.–31.ª | Flamengo                                                               | 4 – 2                                                  | Juventude                        | Rio de Janeiro                                                                                       |  |
| 16:30                    | Michael 7' · Gabi 48' (pen.) · De Arrascaeta 53' · Gonzalo Plata 90+4' | CBF (Súmula) CBF (Borderô) ge FlaEstatística Soccerway | Gilberto 23' · Edson Carioca 69' | Estádio: Maracanã Público: 60 286 Renda: R$ 3 056 412,50 Árbitro: SC Braulio da Silva Machado (FIFA) |  |

| 30 de outubro Bras.–17.ª | Internacional      | 1 – 1                                                  | Flamengo             | Porto Alegre                                                                                   |  |
| 19:30                    | Enner Valencia 86' | CBF (Súmula) CBF (Borderô) ge FlaEstatística Soccerway | Alcaraz 45+3' (pen.) | Estádio: Beira-Rio Público: 45 718 Renda: R$ 2 442 140,00 Árbitro: ES Davi de Oliveira Lacerda |  |

### Novembro

#### Masculino
| 3 de novembro C.B.–f./i. | Flamengo                          | 3 – 1                                                              | Atlético Mineiro | Rio de Janeiro                                                                                    |  |
| 16:00                    | De Arrascaeta 11' · Gabi 39', 74' | Súmula (CBF) Borderô (CBF) ge FlaEstatística ESPN Brasil Soccerway | Alan Kardec 79'  | Estádio: Maracanã Público: 67 459 Renda: R$ 15 692 580,00 Árbitro: RS Rafael Rodrigo Klein (FIFA) |  |

| 6 de novembro Bras.–32.ª | Cruzeiro | 0 – 1                                                  | Flamengo       | Belo Horizonte                                                                                     |  |
| 21:00                    |          | CBF (Súmula) CBF (Borderô) ge FlaEstatística Soccerway | David Luiz 52' | Estádio: Independência Público: 20 855 Renda: R$ 1 104 983,00 Árbitro: SC Gustavo Ervino Bauermann |  |

| 10 de novembro C.B.–f./v. | Atlético Mineiro | 0 – 1                                                | Flamengo          | Belo Horizonte                                                      |  |
| 16:00                     |                  | Súmula (CBF) ge FlaEstatística ESPN Brasil Soccerway | Gonzalo Plata 81' | Estádio: Arena MRV Público: 44 876 Árbitro: SP Raphael Claus (FIFA) |  |

| 13 de novembro Bras.–33.ª | Flamengo | 0 – 0                                                  | Atlético Mineiro | Rio de Janeiro                                                                                |  |
| 20:00                     |          | CBF (Súmula) CBF (Borderô) ge FlaEstatística Soccerway |                  | Estádio: Maracanã Público: 63 441 Renda: R$ 3 232 610,00 Árbitro: ES Davi de Oliveira Lacerda |  |

| 20 de novembro Bras.–34.ª | Cuiabá            | 1 – 2                                                  | Flamengo                                      | Cuiabá                                                                                        |  |
| 19:00                     | Derik Lacerda 58' | CBF (Súmula) CBF (Borderô) ge FlaEstatística Soccerway | Guilherme Gomes 62' · Matheus Gonçalves 90+2' | Estádio: Arena Pantanal Público: 12 890 Renda: R$ 1 889 820,05 Árbitra: SP Edina Alves (FIFA) |  |

| 26 de novembro Bras.–35.ª | Fortaleza | 0 – 0                                                  | Flamengo | Fortaleza                                                                                          |  |
| 19:00                     |           | CBF (Súmula) CBF (Borderô) ge FlaEstatística Soccerway |          | Estádio: Arena Castelão Público: 57 624 Renda: R$ 3 034 107,00 Árbitro: RS Anderson Daronco (FIFA) |  |

### Dezembro

#### Masculino
| 1 de dezembro Bras.–36.ª | Flamengo                         | 3 – 2                                                  | Internacional             | Rio de Janeiro                                                                                           |  |
| 16:00                    | Léo Ortiz 28' · Michael 36', 40' | CBF (Súmula) CBF (Borderô) ge FlaEstatística Soccerway | Wesley 55' · Valencia 67' | Estádio: Maracanã Público: 56 571 Renda: R$ 2 983 722,50 Árbitro: PE Rodrigo José Pereira de Lima (FIFA) |  |

| 4 de dezembro Bras.–37.ª | Criciúma | 0 – 3                                                  | Flamengo                                                 | Criciúma                                                                                                |  |
| 20:00                    |          | CBF (Súmula) CBF (Borderô) ge FlaEstatística Soccerway | Varela 44' · Bruno Henrique 70' (pen.) · Luiz Araújo 84' | Estádio: Heriberto Hülse Público: 18 849 Renda: R$ 993 600,00 Árbitro: GO Wilton Pereira Sampaio (FIFA) |  |

| 8 de dezembro Bras.–38.ª | Flamengo                    | 2 – 2                                                  | Vitória                        | Rio de Janeiro                                                                        |  |
| 16:00                    | Gabi 58' · Ayrton Lucas 79' | CBF (Súmula) CBF (Borderô) ge FlaEstatística Soccerway | Alerrandro 15' · Janderson 74' | Estádio: Maracanã Público: 67 113 Renda: R$ 2 949 497,50 Árbitro: PR Lucas Casagrande |  |